# Jessie Willcox Smith
Jessie Willcox Smith (Filadélfia, 6 de setembro de 1863 – 3 de maio de 1935) foi uma ilustradora norte-americana conhecida por seu trabalho em revistas como Ladies' Home Journal e por suas ilustrações em livros infantis.

## Biografia
Nascida em 1863 na vizinhança de Mount Airy em Filadélfia, Pensilvânia, Smith passou a frequentar a School of Design for Women (atual Moore College of Art & Design) em 1884, e posteriormente estudou na Pennsylvania Academy of the Fine Arts sob a tutoria de Thomas Eakins, formando-se em 1888. Um ano depois, ela começou a trabalhar no departamento de produção da Ladies' Home Journal, onde permaneceu por cinco anos. Deixou o emprego para ter aulas com Howard Pyle, a princípio em Drexel e posteriormente na Brandywine School.
Entre o final do século XIX e começo do século XX, Smith foi colaboradora prolífica de revistas e livros, ilustrando estórias e artigos para clientes como a Century, Collier's Weekly, Leslie's Weekly, Harper's, McClure's, Scribners, e Ladies' Home Journal. Seu trabalho mais conhecido provavelmente são as capas para a Good Housekeeping, que ela pintou de dezembro de 1917 até março de 1933. Também teve destaque suas pinturas para o livro The Water-Babies, A Fairy Tale for a Land Baby de Charles Kingsley. Além disso costumava também pintar pôsteres e retratos. Smith deixou em testamento seus trabalhos originais para a coleção "Cabinet of American Illustration" da Biblioteca do Congresso.

## Obras ilustradas
- New and True [poemas] – Mary Wiley Staver (Lee & Shepard, 1892)
- Evangeline: A Tale of Acadie – Henry Wadsworth Longfellow (1897)
- The Young Puritans in Captivity – Mary Prudence Wells Smith (Little, Brown & Co, 1899)
- An Old Fashioned Girl – Louisa May Alcott (1902)
- The Book of The Child [contos] – Mabel Humphrey (Stokes, 1903)
- Rhymes of Real Children – Betty Sage (Duffield, 1903)
- In The Closed Room – Frances Hodgson Burnett (Hodder, 1904)
- A Child’s Garden of Verses – Robert Louis Stevenson (Scribner US/Longmans Green UK, 1905)
- The Bed-Time Book – Helen Hay Whitney (Duffield US/Chatto UK, 1907)
- Dream Blocks – Aileen Cleveland Higgins (Duffield US/Chatto UK, 1908)
- The Seven Ages of Childhood – Carolyn Wells (Moffat & Yard, 1909)
- A Child’s Book of Old Verses – Vários Poetas (Duffield, 1910)
- The Five Senses – Angela M. Keyes (1911)
- The Now-a-Days Fairy Book – Anna Alice Chapin (1911)
- A Child’s Book of Stories – Penrhyn W. Coussens (1911)
- Dicken’s Children – Charles Dickens (Scribner, 1912)
- Twas The Night Before Christmas – Clement C. Moore (1912)
- The Jessie Willcox Smith Mother Goose (1914)
- Little Women – Louisa May Alcott (Little, Brown & Co, 1915)
- When Christmas Comes Around – Priscilla Underwood (Duffield, 1915)
- Swift’s Premium Calendar (1916)
- The Water Babies – Charles Kingsley (Dodd, Mead & Co, 1916)
- The Way to Wonderland – Mary Stewart (Dodd, Mead & Co, 1917)
- Good Housekeeping, agosto de 1917 – primeira capa para a revista
- At The Back of The North Wind – George MacDonald (McKay, 1919)
- The Princess and The Goblin – George MacDonald (McKay, 1920)
- Heidi – Johanna Spyri (McKay, 1922)
- Boys and Girls of Bookland – Nora Archibald Smith (Cosmopolitan Book Corporation, 1923)
- A Very Little Child’s Book of Stories – Ada M. & Eleanor L. Skinner (1923)
- A  Child’s Book of Country Stories – Ada M. & Eleanor L. Skinner (Duffield, 1925)
- Adapted from “Jessie Willcox Smith: American Illustrator” – Edward D. Nudelman (Pelican, 1990)